# Cengiz Küçükayvaz

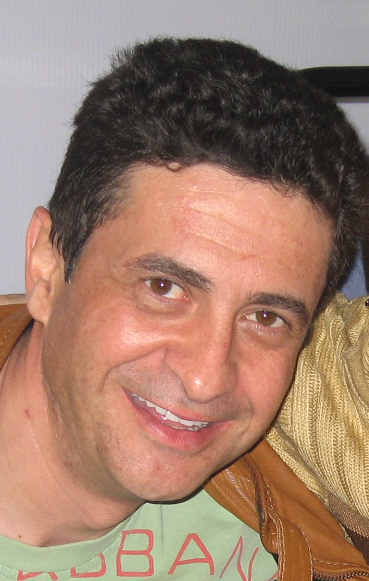
Cengiz Küçükayvaz

Cengiz Küçükayvaz (* 30. Juli 1968 in Uşak) ist ein türkischer Theater- und  Filmschauspieler.

## Leben
Cengiz Küçükayvaz wurde an der Universität des 9. September in Izmir zum Schauspieler ausgebildet. Er wurde zunächst als Theater-Schauspieler aktiv, in den 1990er Jahren kamen die ersten Angebote zu Fernsehserien und Filmen. Er wirkte in zahlreichen humoristischen und familientauglichen TV-Formaten mit. 2008 gründete er sein eigenes, nach ihm benanntes, kleines Theater in Istanbul.

## Filmografie

### Fernsehserien
- 1994: Sonradan görmeler
- 1995: Çiçek Taksi
- 2000: Parça Pinçik
- 2000–2003: Çiçek Taksi
- 2002: Reyting Hamdi
- 2003: Şöhretler kebapçısı
- 2004: Biz Boşanıyoruz
- 2005: Sevda Tepesi
- 2005: Emret Komutanım
- 2008: Derman
- 2011: Kız Annesi
- 2015: Kertenkele
- 2015: Arka Sokaklar

### Kinofilme
- 1998: Azize: Bir Laleli Hikayesi
- 1999: Gemide
- 2001: Kahpe Bizans
- 2002: Hemşo
- 2003: Yeşil Işık
- 2003: Ömerçip
- 2004: Hababam Sınıfı Merhaba
- 2005: Hababam Sınıfı Askerde
- 2005: Maskeli Beşler İntikam Peşinde
- 2006: Asterix und die Wikinger (Synchronsprecher auf Türkisch)
- 2006: Hababam Sınıfı Üç Buçuk
- 2006: Eve Dönüş
- 2007: Maskeli Beşler: Irak
- 2007: Emret Komutanım Şah Mat
- 2008: Maskeli Beşler: Kıbrıs
- 2008: Süper Ajan K9
- 2009: 7 Kocalı Hürmüz
- 2010: Harbi Define
- 2010: Çakallarla Dans
- 2012: Ikizler Firarda
- 2013: Şipşak Anadolu
- 2015: Can Tertip